# Damn Small Linux
Ne doit pas être confondu avec DSLinux, une distribution Linux différente pour la Nintendo DS.
Pour les articles homonymes, voir DSL.
Damn Small Linux, couramment abrégé sous le sigle DSL, est une distribution GNU/Linux basée sur la Knoppix, elle-même basée sur le système de paquets du système Debian GNU/Linux. Elle fonctionne en autonome depuis un live CD, est installable sur disque dur, ou peut fonctionner sous un système Windows comme sous VMware. DSL est considérée comme un miniLinux et peut être installée sur des machines très anciennes, comme des i486 (un  syslinux est même fourni pour les machines trop anciennes pour isolinux).
Sa différence fondamentale avec la Knoppix est sa taille : alors que la Knoppix occupe l'intégralité d'un cédérom (700 Mo), Damn Small Linux fait moins de 50 Mo, et peut donc tenir sur un cédérom miniature au format « carte de crédit », ou une clé USB. Cette taille réduite va de pair avec l'emploi de logiciels peu gourmands en taille et en puissance de calcul.
De plus, Damn Small Linux est adaptée à des PC anciens (Pentium 1 ou i486). La configuration minimale recommandée en mode texte consiste en un PC i486 avec 16 Mo de RAM, mais elle fonctionne parfois sur des machines antérieures.
Encore, avec à peine plus de RAM (128 Mo ou plus), il est possible de charger intégralement Damn Small Linux en mémoire vive au démarrage (avec l'option : dsl toram) et d'accélérer très substantiellement le fonctionnement de machines anciennes, en s'affranchissant ensuite des accès à la mémoire de masse, beaucoup plus lents.
La dernière version datant de 2008, ses développeurs ont créé par la suite Tiny Core Linux, basée sur le même principe : un OS très léger basé sur Linux.

## Logiciels inclus
La version 3.0.1 de Damn Small Linux date du 22 juin 2006.
Voici la liste des applications incluses dans cette version :
- Navigateur web :
  - Mozilla Firefox - En version compacte (mais rien n'a été supprimé)
  - Dillo - Navigateur ultra léger (version modifiée supportant le SSL, les onglets et les cadres)
  - Links - Navigateur en mode texte supportant les tableaux
- Outils internet :
  - Sylpheed - Client de courriels
  - Gaim - Client de messagerie instantanée
  - Gphone - Client VoIP permettant de se téléphoner entre ordinateurs
- Bureautique :
  - Ted - Traitement de texte fonctionnant au format RTF, avec possibilité de convertir ses documents en fichier PDF.
  - Spellcheck - Correcteur grammatical (anglais américain seulement)
  - Siag - Tableur
  - Xpdf - Lecteur de fichier PDF
- Multimédia :
  - XMMS - Lecteur audio et vidéo
  - VNC
  - Graveur de CD
  - Jeux
- Éditeurs de texte :
  - Beaver
  - Vim
  - Nano
- Manipulation d'images :
  - Xzgv (en) - Visualiseur de fichiers images supportant les miniatures
  - Xpaint - Un éditeur de fichier image proche de Microsoft Paint
- Gestionnaire de fenêtres :
  - Fluxbox
  - JWM
- Outils d'administration  :
  - emelFM - Un très puissant gestionnaire de fichier
  - APT - Gestionnaire de paquets
  - Synaptic - Gestionnaire de paquets
  - Graphics front-end de plusieurs fonctions...
- Outils internet avancé :
  - SQLite - Base de données SQL
  - AxY - Client FTP
  - Monkey web server - Un serveur HTTP
  - FTP - Un serveur FTP

Et encore plein d'autres applications (support SSH, DHCP, PPP, ADSL, USB, Ghostscript, imprimantes, PCMCIA, NFS, Wi-Fi)...
Par ailleurs, est installé MyDSL, sorte de passerelle proposant aux utilisateurs une installation facilitée pour de plus grosses applications, comme OpenOffice, la GNU Compiler Collection, ou encore des extensions pour XMMS. À la date du 7 décembre 2004, les serveurs MyDSL proposaient plus de 200 applications, plugins et autres extensions pour ceux désirant upgrader leur système. Ainsi, une fois DSL installé, on peut activer l'outil de gestion de paquets APT. Cela permet d'obtenir un système similaire à Debian.

## Installation
Il existe plusieurs façons d'installer Damn Small Linux :
- procédure avec une clé USB ;
- procédure avec un CD ;
- procédure avec un disque dur ;
- procédure par émulation, notamment recommandée pour essayer Linux sans installation.

### Démarrage sur une clé USB
Installer Damn Small Linux sur une clé USB depuis un système sous GNU/Linux : 
cf. ce tutoriel, en anglais.

### Démarrage sur unCD(tout format)
Il suffit de graver le fichier ISO directement sur un CD, puis de redémarrer l'ordinateur avec le CD dans le lecteur.
L'ordinateur doit alors démarrer avec le CD.
Si ce n'est pas le cas, il faut certainement modifier les paramètres de démarrage dans le BIOS :
- vérifier que le lecteur de CD (ou DVD) est détecté et reconnu ;
- vérifier et/ou faire en sorte que le lecteur de CD soit prioritaire dans l'ordre d'amorçage des supports, notamment qu'il soit consulté avant le ou les disques durs présents.

### Installation sur ledisque dur
Deux types d'installation sont possibles :
- l'installation « frugale » ;
- la « vraie » installation.

L'installation frugale copie l'image du CD sur une partition de disque dur. Le démarrage sur disque dur sera ainsi équivalent à un démarrage avec le "Live CD".
La « vraie » installation sur disque (avec dsl-hdinstall) décompresse le système de fichiers du CD, puis le copie sur disque avant de régler quelques paramètres.

### Émulation
C'est sans doute la solution la plus simple pour tester DSL.
Elle ne nécessite aucune installation et est idéale pour essayer Linux.
L'émulation est réalisable par n'importe qui en quelques minutes…
Une procédure est disponible pour Windows et GNU/Linux.
La procédure avec Windows est la suivante :
1. Télécharger la version embedded (55 Mo) à cette adresse : FTP ibiblio.
2. Décompresser le fichier Zip n'importe où dans le PC.
3. Cliquer sur dsl-base.bat : DSL démarre comme s'il est installé sur le disque dur.

De plus, si l'ordinateur est déjà connecté au réseau, DSL-Embedded reconnaîtra automatiquement la connexion existante.

## Variantes desimages disques(iso)
- dsl-x.iso : image CD standard
- dsl-embedded.iso : image CD avec système d'émulation QEMU inclus pour utilisation directe depuis Windows, Ubuntu... : plus besoin de graver un CD.
- dsl-vmx : image CD à utiliser avec VMware player. Comme ci-dessus, mais avec une couche de virtualisation isolant mieux le système.
- dsl-initrd : version avec système de boot modifié pour s'adapter à du matériel exotique
- dsl-syslinux : autre type de boot acceptant des machines très anciennes ; aisément modifiable avec un éditeur de texte